# Берёзовая (приток Шужлепа)
Берёзовая — река в России, протекает по Новокузнецкому району Кемеровской области.
Устье реки находится в 2 км по левому берегу реки Шужлеп, на западной окраине посёлка Николаевка. Длина реки составляет 10 км. Приток — Овчинников Ключ.

## Данные водного реестра
По данным государственного водного реестра России относится к Верхнеобскому бассейновому округу, водохозяйственный участок реки — Кондома, речной подбассейн реки — Томь. Речной бассейн реки — (Верхняя) Обь до впадения Иртыша.